# The Sleeping Tonic
The Sleeping Tonic è un cortometraggio muto del 1909 diretto da Gilbert M. 'Broncho Billy' Anderson.

## Produzione
Il film fu prodotto dalla Essanay Film Manufacturing Company.  Venne girato a Chicago - città dove la casa di produzione aveva la sua sede principale - negli Essanay Studios, al 1333-45 W. di Argyle Street.

## Distribuzione
Uscì nelle sale cinematografiche USA il 2 giugno 1909 distribuito dall'Essanay Film Manufacturing Company. Nelle proiezioni, veniva programmato con il sistema dello split reel, accorpato in un'unica bobina con un altro cortometraggio prodotto dall'Essanay, la commedia The Dog and the Sausage.